# St. Georg (Oberampfrach)

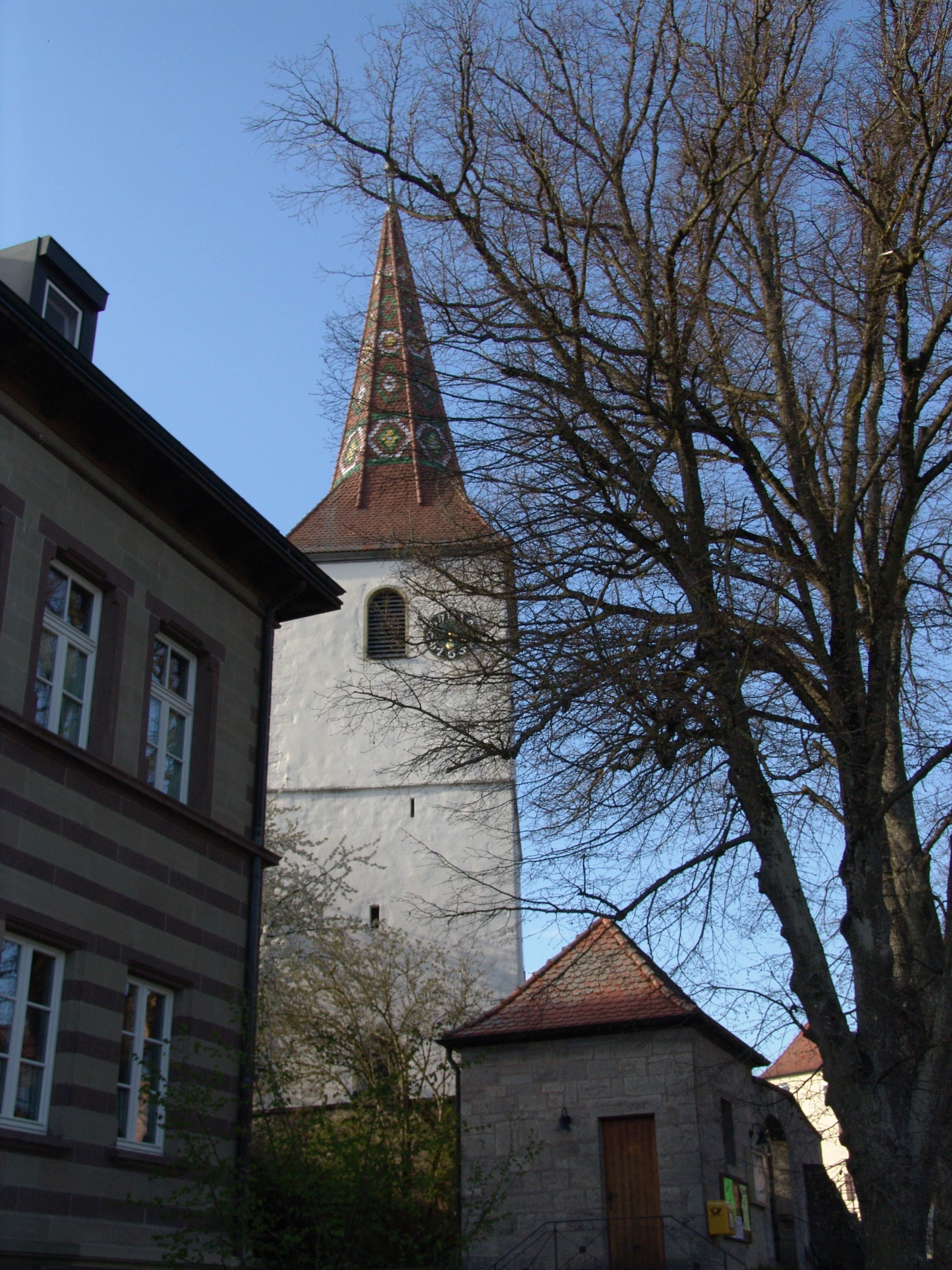
St. Georg

St. Georg ist eine evangelisch-lutherische Kirche in Oberampfrach. Patron der Kirche ist der Heilige Georg.

## Geschichte
Aufgrund ihrer Anlage und wegen der teilweise hohen Umfassungsmauer wird vermutet, dass hier ursprünglich eine Art einer Kirchenburg vorhanden war. Diese Vermutung ist allerdings nicht nachprüfbar. Bis zum Jahr 1896 gab es jedenfalls nur einen einzigen Zugang, der unter dem ehemaligen Schulhaus hindurchführte. 
Ab dem 11. Jahrhundert soll eine kleine romanische Kapelle bestanden haben. 1429 ist das Bestehen einer Kirche mit Glockenturm vorauszusetzen, da sich auf der Christusglocke – der größten Glocke der Kirche – diese Jahreszahl findet und kein Hinweis auf einen späteren Erwerb der beiden alten Glocken existiert (aus derselben Zeit dürfte nach Art und Dekor auch die Marienglocke stammen). 
Das Turmuntergeschoss und die Sakristei dürften älter sein.
Der Flügelaltar entstand Ende des 15. Jahrhunderts, seine Herkunft kann nicht genau zugeordnet werden. In der Mesnerordnung von 1580 wird eine Schlaguhr in der Kirche erwähnt. Bis zum Jahre 1626 hat sich die alte gotische Kirche weitgehend unverändert erhalten.
1626 erfolgte ein größerer Umbau, bei dem das Kirchenschiff ungefähr um 1,20 Meter erhöht wurde, außerdem wird von zwei neuen Fenstern, neuem Boden, neuer Empore und neuer Kanzel berichtet. Trotz großer Zerstörungen in der ganzen Gemeinde blieb die Kirche im Dreißigjährigen Krieg weitestgehend unversehrt.
1697 bis 1699 erfolgte eine Erneuerung des Innenraumes; aus den Rechnungen erschließt sich lediglich, dass die Kirche sehr farbenfroh gestaltet worden war (14 Töne sind aufgeführt). Im Zuge dieser Maßnahme erhielt die Kirche die erhaltenen Apostelbilder mit Christus an der Emporenbrüstung. Über den Köpfen der Apostel ist das Glaubensbekenntnis geschrieben, über Jesus Christus ist ein Zitat von ihm wieder gegeben und unter den Bildern sind die Stifter (Gemeindeglieder) verzeichnet. 1701 erfolgte der Einbau einer Orgel.
Ab 1707 erfolgten umfangreiche Baumaßnahmen, vor allem wegen Platzmangels: Erhöhung des Kirchenschiffes, Abriss der Nordmauer und Verlegung nach Norden (zur Verbreiterung der Kirche), Fenster in barocken Formen mit Rundbögen und darüber ovale Fenster für die Emporen sowie neuer Dachstuhl (aufgerichtet 8. Juni 1708). Im Inneren wurden neue Emporen mit neuen „Stühlen“ und neues Gestühl im Langhaus geschaffen und die Farbgestaltung in barocker Art ausgeführt. 1710/11 erfolgte die Erhöhung des Kirchturms auf 40 Meter mit neuem Glockenstuhl.
Der gotische Flügelaltar wurde 1725 an die Chorseite gestellt und durch einen barocken ersetzt, den der Erzberger Schreinermeister Georg Karl Schwab gefertigt hat. Dieser Altar steht heute in der Kirche Unterampfrach.
1843 erfolgte die Neueindeckung des Turmdaches, 1846 die Behebung einer Senkung des Westgiebels. Durch das Wachstum der Gemeinde wurden im 19. Jahrhundert zusätzliche Kirchenstühle angeschafft, unter anderem für den Chorraum einschließlich dessen neu eingezogener Empore.
1865 schuf Bildhauer Franz Herterich, Ansbach, in neugotischem Stil die heute noch bestehende Kanzel (Ersatz für die Vorgängerin von 1626) und den hölzernen Taufstein (Vorgänger von 1584). Damals wurde der Wert des Flügelaltars wiedererkannt und er wurde nach Restaurierung durch Adam Sickinger, München, in die Mitte des Chorraumes gestellt, während der Barockaltar an die Seitenwand des Chores gerückt wurde.
1893 erfolgte ein weiterer Umbau, da die 328 Sitzplätze für die wachsende Gemeinde nicht mehr ausreichten. Das Kirchenschiff wurde um neun Meter nach Westen verlängert. Die Fenster wurden in gotischem Stil vergrößert und die heutigen Emporen eingebaut. Neue Bänke, zum Teil unter Verwendung von alten Bänken, wurden angeschafft. Die Ausmalung erfolgte vollständig in neugotischem Stil. Am Sonntag, 26. November 1893 wurde die Kirche eingeweiht. Die Platzzahl wurde damals mit 529 angegeben.
1895/96 wurde die neue Orgel auf der Nordempore eingebaut (Orgelbauer Holländer, Feuchtwangen). 1930 wurde die elektrische Beleuchtung angeschafft, kurz vor Kriegsbeginn 1939 wurde die Heizung (Koksofen) eingebaut. 1939/42 restaurierte Carl Barfuß (Germanisches Museum Nürnberg) die Apostelbilder und den Flügelaltar und 1941 wurde ein neuer Taufstein gestiftet.
In den 1950er Jahren erfolgte eine umfassende Innenrenovierung unter Entfernung der farbigen neugotischen Wandmalereien; in diesem Erscheinungsbild zeigt sich die Kirche noch heute. Eine weitere Renovierung erfolgte 1968 bis 1970. Wegen massivem Befall durch Hausschwamm musste 2009/10 der Westgiebel abgerissen und die Wand neu errichtet werden; diese Maßnahme des Staatlichen Bauamtes Ansbach schloss eine Innenrenovierung ein.